# Ma Jae-yoon
Ma Jae-yoon, noto anche con lo pseudonimo di sAviOr (Daegu, 23 novembre 1987), è un videogiocatore sudcoreano di StarCraft: Brood War.
Soprannominato The Maestro dai suoi fan, è stato uno dei più forti Zerg intorno al 2006, ma nel 2010, a causa di uno scandalo scommesse, viene bandito da tutte le competizioni ufficiali.

## Biografia
La carriera di sAviOr inizia nel 2003, ma è solo nel 2005 che il suo nome viene alla ribalta, quando si aggiudica l'UZOO MSL. Successivamente Ma Jae-Yoon si aggiudica altri tre MSl e un OSL, affermandosi come uno dei miglior giocatori del tempo, creando una forte rivalità con il Terran iloveoov. In questo periodo si trova in testa al KeSPA Rankings per ben nove volte. Tra il 2007 e il 2008 inizia il declino di sAviOr, interrotto solo dalla vittoria al Blizzcon 2008.
Nel 2010, Ma Jae-Yoon è implicato in uno scandalo riguardo a scommesse e match truccati; per questo, viene bandito da ogni competizione ufficiale dalla KeSPA.

## Statistiche
|            | Vittorie | Sconfitte | %      |
| ---------- | -------- | --------- | ------ |
| vs Terran  | 126      | 113       | 52,72% |
| vs Zerg    | 77       | 62        | 55,40% |
| vs Protoss | 108      | 55        | 66,26% |
| Totale     | 311      | 230       | 57,49% |

## Risultati
- 2005 Vincitore UZOO MSL
- 2006 Secondo al CYON MSL
- 2006 Vincitore del Pringles MSL Season 1
- 2006 Vincitore del Pringles MSL Season 2
- 2006/7 Secondo al GOMTV MSL
- 2006/7 Vincitore della ShinHan Bank OSL
- 2008 Vincitore del Blizzcon 2008